# Oliver Kuhn
Oliver Kuhn (* 1972) ist ein deutscher Journalist, Karikaturist, Autor und Verleger.

## Leben und Wirken
Oliver Kuhn absolvierte die Deutsche Journalistenschule in München. Ab 2002 war er Chefreporter beim Playboy Magazin. Er schrieb auch Beiträge für andere Zeitschriften wie den Focus und Cicero.
Von 2009 bis 2019 war er Geschäftsführer der Münchner Verlagsgruppe. Mit Pascale Breitenstein gründete er Ende 2019 den Verlag „Yes Publishing – Pascale Breitenstein & Oliver Kuhn GbR“.

## Werke
- mit Daniel Wiechmann: Mein schwuler Frisör oder wie Sie sich mit 2222 Vorurteilen über Ihre Mitmenschen lustig machen. Droemer Knaur, München 2000, ISBN 3-426-61768-4.
- mit Daniel Wiechmann: Bumsen, bügeln, bergsteigen. Illustrationen von Steffen Haas . Droemer Knaur, München 2002, ISBN 3-426-62244-0.
- mit Antje Steinhäuser, Veronika Immler: Sorge dich nicht – fege! Knaur, München 2006, ISBN 3-426-77859-9.
- mit Alexandra Reinwarth, Axel Fröhlich: Fmieb. Lappan, Oldenburg 2006, ISBN 3-8303-6134-3.
- Endlich Raucher! Knaur, München 2006, ISBN 3-426-77906-4.
- mit Alexandra Reinwarth, Axel Fröhlich: Arschgeweih. Ullstein, Berlin 2007, ISBN 978-3-550-07897-2. Aktualisierte Ausgabe 2008, ISBN 978-3-548-37207-5.
Rumänisch: Adevărata enciclopedie a prezentului. Nemira, Bukarest 2008, ISBN 978-973-143-227-4.
- Der perfekte Verführer. Unter Mitarbeit von Dietlind Tornieporth und Robert Bednarek. Knaur, München 2007, ISBN 978-3-4267-7987-3 (Marcus Scholz: Rezension im Hamburger Abendblatt, 16. Juni 2007).
Kroatisch: Savršeni zavodnik. Znanje, Zagreb 2010, ISBN 978-953-195-924-7.
Polnisch: Doskonały uwodziciel. Hidari, Szczecin 2010, ISBN 978-83-61410-16-4.
Tschechisch: Dokonalý svu°dce. Grada, Prag 2013, ISBN 978-80-247-4543-5.
- Alles, was ein Mann wissen muss. Droemer, München 2007, ISBN 978-3-426-27434-7.
Rumänisch: Bărbatul absolut. Baroque Books & Arts, Bukarest o. J.
Niederländisch: Alles wat een man moet weten. Forum, Amsterdam 2008, ISBN 978-90-225-5104-2.
Kroatisch: Sve što muškarac mora znati. Znanje, Zagreb 2011, ISBN 978-953-324-175-3.
Bulgarisch: Vsičko, koeto trjabva da znae edin măž. Skala Print, Sofia 2012, ISBN 978-954-92827-2-6.
Lettisch: Viss, kas jāzina vīrietim. Jumava, Riga 2013, ISBN 978-9934-11-312-3.
- mit Alexandra Reinwarth, Axel Fröhlich: Wörter, die die Welt noch braucht. Knaur, München 2008, ISBN 978-3-426-78102-9.
- mit Veronika Immler, Antje Steinhäuser: WIR. Droemer, München 2009, ISBN 978-3-426-27523-8.
- mit Axel Fröhlich, Henning Wiechers: Der perfekte Online-Verführer. Die Perfekte Masche, München 2009, ISBN 978-3-00-027553-1.
- mit Axel Fröhlich, Alexandra Reinwarth: Die große Brocklaus. Droemer, München 2010, ISBN 978-3-426-27471-2.
- mit Alexandra Reinwarth, Axel Fröhlich: iDoof, youDoof, wiiDoof. Überarbeitete Ausgabe von Arschgeweih. Ullstein, Berlin 2011, ISBN 978-3-548-37400-0.
- mit Michaela Moses: Deutschland einig Deppenland. Ullstein, Berlin 2011, ISBN 978-3-548-37343-0.
- mit Alexandra Reinwarth, Axel Fröhlich: Besseres Gesetzbuch. Knaur, München 2011, ISBN 978-3-426-78509-6.
- Alles, was ein Mann können muss. Droemer, München 2011, ISBN 978-3-426-27570-2.
- mit Alexandra Reinwarth, Axel Fröhlich: Knaurs kurioser Weltatlas. Redaktion Sophie Boysen. Knaur, München 2012, ISBN 978-3-426-65524-5.
- Alles, was ein Mann im Kopf haben muss. Knaur, München 2013, ISBN 978-3-426-78537-9.